# Willy Dujardin
Willy Dujardin, född 28 oktober 1902, död 19 oktober 1972, var en friidrottare från Belgien. Han deltog vid olympiska sommarspelen 1928.